# Championnat de Libye de football 2007-2008
Navigation
Saison précédente Saison suivante
La saison 2007-2008 du Championnat de Libye de football est la quarantième édition du championnat de première division libyen. Seize clubs prennent part au championnat organisé par la fédération. Les équipes sont regroupées au sein d'une poule unique où elles rencontrent leurs adversaires deux fois au cours de la saison, à domicile et à l'extérieur. À l'issue de la compétition. les trois derniers du classement sont relégués et remplacés par les trois meilleurs clubs de Second Division tandis que le 13e du classement dispute une poule de promotion-relégation.
C'est le club d'Al Ittihad Tripoli, triple tenant du titre, qui remporte à nouveau la compétition, après avoir terminé -invaincu- en tête du classement final, avec sept points d'avance sur Al Ahly Tripoli et vingt-sept sur Al Ahly Benghazi. C'est le quatorzième titre de champion de Libye de l'histoire du club.
Quatre places sont qualificatives pour les compétitions continentales en fin de saison; les deux premiers obtiennent leur billet pour la Ligue des champions de la CAF tandis que le 3e du classement et le vainqueur de la Coupe de Libye se qualifient pour la Coupe de la confédération.

## Les clubs participants
| - Al Medina Tripoli - Khaleej Syrte - Al Tahaddy Benghazi - Al Uroba Tripoli - Promu de Second Division - Al Shat Tripoli - Al Olympic Zaouia - Al Soukour Tobrouk - Al Tersana Tripoli - Promu de Second Division | - Al Wahda Tripoli - Promu de Second Division - Al Nasr Benghazi - Al Jazira Zwarah - Promu de Second Division - Al Ahly Benghazi - Al Ahly Tripoli - Alakhdhar S.C. - Al Ittihad Tripoli - Ngom Ajdabya - Promu de Second Division |

## Compétition
Le classement utilise le barème suivant :
- Victoire : 3 points
- Match nul : 1 point
- Défaite : 0 point

### Classement
| Rang | Équipe                | Pts | J  | G  | N  | P  | Bp | Bc | Diff |
| ---- | --------------------- | --- | -- | -- | -- | -- | -- | -- | ---- |
| 1    | Al Ittihad TripoliT   | 82  | 30 | 26 | 4  | 0  | 68 | 16 | +52  |
| 2    | Al Ahly Tripoli       | 75  | 30 | 23 | 6  | 1  | 77 | 28 | +49  |
| 3    | Al Ahly Benghazi      | 55  | 30 | 15 | 10 | 5  | 44 | 20 | +24  |
| 4    | Alakhdhar S.C. -3     | 50  | 30 | 15 | 8  | 7  | 48 | 33 | +15  |
| 5    | Khaleej SyrteC        | 41  | 30 | 11 | 8  | 11 | 34 | 35 | -1   |
| 6    | Al Nasr Benghazi -1   | 41  | 30 | 11 | 9  | 10 | 39 | 29 | +10  |
| 7    | Al Medina Tripoli     | 40  | 30 | 9  | 13 | 8  | 29 | 28 | +1   |
| 8    | Al Olympic Zaouia     | 39  | 30 | 9  | 12 | 9  | 36 | 34 | +2   |
| 9    | Al Shat Tripoli       | 36  | 30 | 11 | 3  | 16 | 34 | 47 | -13  |
| 10   | Al Jazira ZwarahP     | 35  | 30 | 9  | 8  | 13 | 27 | 37 | -10  |
| 11   | Al Tersana TripoliP   | 33  | 30 | 8  | 9  | 13 | 32 | 40 | -8   |
| 12   | Al Wahda TripoliP     | 33  | 30 | 9  | 6  | 15 | 38 | 48 | -10  |
| 13   | Al Tahaddy Benghazi   | 33  | 30 | 8  | 9  | 13 | 37 | 42 | -5   |
| 14   | Al Uroba TripoliP     | 31  | 30 | 9  | 4  | 17 | 29 | 47 | -18  |
| 15   | Al Soukour Tobrouk -1 | 20  | 30 | 6  | 3  | 21 | 23 | 69 | -46  |
| 16   | Ngom AjdabyaP         | 13  | 30 | 3  | 4  | 23 | 25 | 67 | -42  |

| Qualifications et relégations | Qualifications et relégations                                                       |
| ----------------------------- | ----------------------------------------------------------------------------------- |
|                               | Qualification pour la Ligue des champions de la CAF 2009                            |
|                               | Qualification pour la Coupe de la confédération 2009                                |
|                               | Participation au barrage de promotion-relégation                                    |
|                               | Relégation directe en Second Division                                               |
|                               | T : Tenant du titre C : Vainqueur de la Coupe de Libye P : Promu de Second Division |

- Alakhdhar S.C. reçoit une pénalité de trois points à la suite de son forfait lors de la rencontre face à Al Ittihad Tripoli
- Al Nasr Benghazi est pénalisé d'un point pour ne pas s'être présenté lors de la rencontre face à Al Shat Tripoli
- Al Soukour Tobrouk est pénalisé d'un point pour avoir abandonné lors de la rencontre face à Al Ahly Tripoli

### Matchs
| Résultats (▼dom., ►ext.) | AHLB | AHLT | AKH | ITT | JAZ | KHA | MAD | NSR | NJMA | OLY | SHT | SQR  | THD | TER | URO | WAH |
| Al Ahly Benghazi         |      | 1-1  | 2-0 | 0-1 | 1-1 | 5-0 | 0-0 | 0-0 | 2-2  | 1-0 | 3-0 | 3-0  | 3-1 | 2-1 | 4-0 | 2-1 |
| Al Ahly Tripoli          | 3-1  |      | 4-1 | 2-2 | 3-0 | 2-0 | 2-1 | 1-0 | 1-0  | 2-1 | 4-0 | 10-2 | 3-0 | 5-2 | 3-1 | 5-1 |
| Alakhdhar S.C.           | 0-1  | 2-2  |     | 0-2 | 1-0 | 2-0 | 1-0 | 0-0 | 2-1  | 2-2 | 3-0 | 3-0  | 1-1 | 2-0 | 1-0 | 3-0 |
| Al Ittihad Tripoli       | 2-1  | 1-1  | 5-2 |     | 2-1 | 5-1 | 1-1 | 1-0 | 6-0  | 1-0 | 2-1 | 3-1  | 1-0 | 1-0 | 3-0 | 1-0 |
| Al Jazira Zwarah         | 0-2  | 0-1  | 1-0 | 0-3 |     | 2-1 | 1-1 | 2-1 | 1-0  | 1-2 | 3-1 | 2-0  | 1-0 | 0-0 | 0-1 | 1-1 |
| Khaleej Syrte            | 0-0  | 0-1  | 1-4 | 0-1 | 4-1 |     | 1-1 | 1-1 | 2-0  | 1-1 | 0-1 | 4-0  | 0-1 | 4-2 | 3-1 | 2-2 |
| Al Medina Tripoli        | 1-1  | 2-2  | 1-1 | 0-1 | 0-0 | 1-0 |     | 0-2 | 1-0  | 0-1 | 2-0 | 2-0  | 1-1 | 1-0 | 2-2 | 2-1 |
| Al Nasr Benghazi         | 0-0  | 1-1  | 1-3 | 1-2 | 1-1 | 0-1 | 3-1 |     | 4-1  | 1-1 | 2-1 | 5-1  | 2-0 | 2-0 | 3-1 | 1-2 |
| Ngom Ajdabya             | 0-1  | 0-2  | 1-4 | 1-3 | 1-2 | 0-1 | 1-1 | 1-2 |      | 1-3 | 2-1 | 1-2  | 2-4 | 2-3 | 0-0 | 2-0 |
| Al Olympic Zaouia        | 2-1  | 2-3  | 1-1 | 0-0 | 1-1 | 0-2 | 0-0 | 0-0 | 5-0  |     | 0-1 | 1-0  | 3-2 | 1-1 | 0-3 | 1-2 |
| Al Shat Tripoli          | 0-2  | 1-2  | 3-3 | 0-1 | 2-1 | 0-0 | 1-0 | 2-0 | 3-0  | 2-1 |     | 3-2  | 2-3 | 3-5 | 1-0 | 1-3 |
| Al Soukour Tobrouk       | 0-1  | 0-3  | 0-0 | 0-4 | 1-3 | 0-0 | 0-1 | 0-1 | 1-2  | 2-2 | 1-0 |      | 1-0 | 2-1 | 2-0 | 2-1 |
| Al Tahaddy Benghazi      | 2-2  | 1-0  | 2-1 | 1-2 | 2-0 | 0-0 | 0-0 | 1-3 | 5-1  | 1-1 | 0-1 | 3-1  |     | 0-1 | 0-0 | 3-3 |
| Al Tersana Tripoli       | 0-0  | 3-4  | 0-1 | 0-2 | 1-1 | 0-1 | 2-1 | 0-0 | 0-0  | 1-1 | 1-1 | 2-0  | 3-2 |     | 0-1 | 1-0 |
| Al Uroba Tripoli         | 0-1  | 1-2  | 2-3 | 1-4 | 1-0 | 1-2 | 0-1 | 2-1 | 2-1  | 1-2 | 0-2 | 2-1  | 3-1 | 0-2 |     | 2-1 |
| Al Wahda Tripoli         | 2-1  | 1-2  | 0-1 | 1-5 | 2-0 | 0-2 | 1-2 | 2-1 | 3-2  | 0-1 | 1-0 | 6-1  | 0-0 | 0-0 | 1-1 |     |

## Bilan de la saison
| Championnat de Libye de football 2007-2008 |                                |
| Champion                                   | Al Ittihad Tripoli (14e titre) |
| Coupes et trophées                         |                                |
| Vainqueur de la Coupe de Libye 2007-2008   | Khaleej Syrte                  |
| Qualifications continentales               |                                |
| Ligue des champions de la CAF 2009         | Al Ittihad Tripoli             |
| Ligue des champions de la CAF 2009         | Al Ahly Tripoli                |
| Coupe de la confédération 2009             | Al Ahly Benghazi               |
| Coupe de la confédération 2009             | Khaleej Syrte                  |
| Promotions et relégations                  |                                |
| Promus en Premier League                   | Al Hilal Benghazi              |
| Promus en Premier League                   | Ittihad Al-Shourta             |
| Promus en Premier League                   | Asswehly Sports Club           |
| Promus en Premier League                   | Wefaq Sabratha                 |
| Relégués en Second Division                | Al Uroba Tripoli               |
| Relégués en Second Division                | Al Soukour Tobrouk             |
| Relégués en Second Division                | Ngom Ajdabya                   |
| Relégués en Second Division                | Al Tahaddy Benghazi            |